# Megacle (Ippocrate)
Megacle, figlio di Ippocrate (in greco antico: Μεγακλῆς?, Megaklès; Atene, VI secolo a.C. – dopo il 471 a.C.), è stato un politico ateniese, membro della famiglia degli Alcmeonidi.

## Biografia
Megacle, in quanto figlio di Ippocrate, era nipote di Clistene (fratello di Ippocrate), e, in quanto fratello di Agariste, era zio di Pericle. Fu ostracizzato una prima volta nel 487/486 a.C. e una seconda nel 471 a.C.; sono stati ritrovati vari ostraka recanti il suo nome e, in alcuni casi, anche commenti sulla sua esibizione di ricchezza e sul suo amore per il lusso.
Generò Megacle, vincitore alle Olimpiadi del 436 a.C. nella corsa dei carri e preso più volte di mira da Aristofane nelle sue commedie, e Dinomaca, madre di Alcibiade.